# Digital Command Control

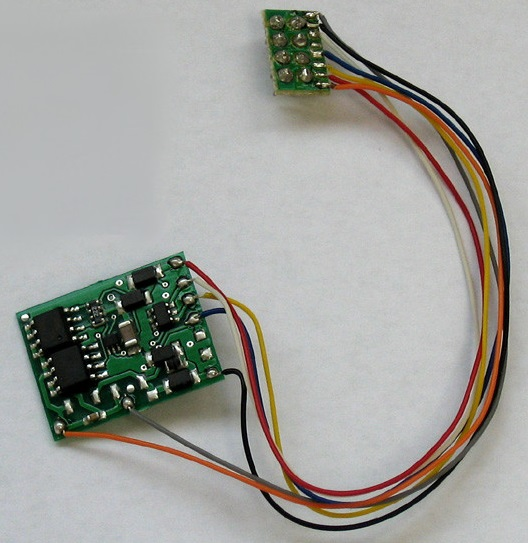
Szabványos nyolctűs csatlakozóval ellátott DCC szabványú dekóder

A Digital Command Control , röviden DCC vagy DCC rendszer a digitális vasútmodellezésben egy speciális adatformátum, melyet a Lenz cég fejlesztett ki. A rendszert szabványosították, több gyártó is támogatja, így a különböző termékek képesek az együttműködésre.

## DCC rendszert használó gyártók
- Brawa
- ESU
- Fleischmann
- Hornby
- Lenz
- LGB
- Marklin
- Massoth
- MÜT
- PIKO
- Rautenhaus
- Roco
- Tams
- Tillig
- Trix
- Uhlenbrock
- Viessmann
- Zimo